# Smržovka
Smržovka település Csehországban, Jablonec nad Nisou-i járásban. Smržovka Pěnčín, Nová Ves nad Nisou, Lučany nad Nisou, Velké Hamry, Tanvald és Jiřetín pod Bukovou településekkel határos. Lakosainak száma 3881 fő (2024. január 1.).

## Népesség
A település lakosságának változását az alábbi diagram mutatja:
| Lakosok száma | 4551 | 5919 | 6614 | 4161 | 3526 | 3430 | 3693 | 3751 | 3754 | 3881 |
|               | 1869 | 1890 | 1921 | 1950 | 1980 | 2001 | 2017 | 2019 | 2022 | 2024 |